# Ponta da Sapata
A Ponta da Sapata  é uma ponta da ilha principal do arquipélago Fernando de Noronha localizado no estado brasileiro de Pernambuco. Fica próxima à Baía dos Golfinhos e da Praia do Leão. A região é de difícil acesso e é procurada por mergulhadores.
A corveta da Marinha do Brasil, Cv Ipiranga (V-17) naufragou no local em outubro de 1983.